# Aleksandra Kornhauser Frazer
Aleksandra Kornhauser Frazer (Škofja Loka, 26 settembre 1926 – Lubiana, 17 maggio 2020) è stata una chimica e insegnante slovena.

## Biografia
Nata Aleksandra Caleari, figlia di un grossista di legname. Cominciò a lavorare da bambina dopo il fallimento dell'azienda paterna durante la Grande Depressione del 1929, quando la famiglia, precedentemente ricca, cadde in povertà. Dopo aver terminato la scuola elementare a Škofja Loka, nel 1942 si unì al movimento di liberazione. Dopo la guerra concluse gli studi superiori e iniziò a insegnare nelle scuole primarie e secondarie. Nel 1963 si laureò in chimica presso la Facoltà di scienze naturali e tecnologia dell'Università di Lubiana come studentessa lavoratrice. Nel 1965 conseguì il dottorato alla stessa facoltà. Completò gli studi post-laurea in Svizzera e Inghilterra e come vincitrice di una borsa di studio Fulbright negli Stati Uniti.
Dopo il 1965 insegnò chimica organica all'Accademia magistrale (ora Facoltà di scienze dell'educazione) dell'Università di Lubiana e ne fu anche preside nel 1966-69. Nel 1976 divenne professoressa ordinaria di chimica presso la Facoltà di scienze naturali e tecnologia. Nel 1971 iniziò a dirigere il programma di educazione chimica e nel 1982 il programma di informatica chimica. Negli anni 1954-80 effettuò ricerche sui composti naturali, in particolare alcaloidi e antibiotici, e già allora collaborò con l'industria farmaceutica . Dal 1980 in poi collegò la chimica con l'informatica e sviluppò metodi informativi per la ricerca e l'istruzione chimica.
Nel 1981 divenne direttrice del Centro Internazionale di Studi Chimici dell'UNESCO e in ambito professionale ricoprì numerosi incarichi in istituzioni e organizzazioni nazionali ed estere. Nel 1974-80 fu presidente della Comunità di ricerca della Slovenia e nel 1979-90 del Comitato jugoslavo per la scienza dell'UNESCO. Fu presidente dell'Assemblea dell'Associazione jugoslava per il progresso della scienza e presidente del Comitato per l'educazione chimica presso la Federazione delle società chimiche europee.
Negli anni '70 incomincio ad occuparsi di politica, continuando peraltro ad insegnare all'università. Dal 1965 fu deputata al Parlamento. Nel 1970 assunse la carica di vicepresidente del Consiglio esecutivo dell'Assemblea della Repubblica Socialista di Slovenia, responsabile di tutte le attività non economiche, ovvero sanità e istruzione, cultura e scienza, pensioni, assistenza sociale, ecc..
Nel 1988 fu scelta come uno dei primi membri dell'Academia Europaea a Londra, tra i cento soci fondatori. Nel 1989 fu eletta nel consiglio di questa accademia e nell'Accademia mondiale delle scienze di Stoccolma. Si occupò di chimica dei composti naturali e negli anni '80 insegnò metodologia dell'informazione con applicazioni nella ricerca, nella formazione e nello sviluppo nell'industria. Fu a capo di numerosi progetti nazionali e internazionali per l'educazione chimica, la protezione ambientale e lo sviluppo sostenibile, in particolare nel quadro dell'UE, dell'Agenzia per la protezione ambientale degli Stati Uniti e progetti internazionali dell'UNESCO, dell'UNIDO, dell'UNDB e della Banca mondiale, nonché progetti bilaterali, soprattutto con gli USA e l'Italia.
Pubblicò numerosi articoli scientifici per riviste nazionali ed estere e diversi libri, per lo più in lingue straniere, oltre a venti libri di testo e monografie nel campo della chimica e dell'informatica chimica. Fu membro di comitati editoriali di più riviste internazionali.
Ricoperse anche la carica di preside della Scuola internazionale di studi avanzati Jožef Stefan a Lubiana.
Il 2 ottobre 1992 istituì il Fondo Pro Natura (Sklad Pro Natura), contribuendovi la parte monetaria del premio Ambasciatore della Scienza della Repubblica di Slovenia ricevuto nel 1991, e convinse a parteciparvi Boehringer Ingelheim, direttore della fondazione di un'industria farmaceutica di Stoccarda, nonché il prof. dott. Hermann Froelich, che ottenne ulteriori investimenti. Anche il ministro della scienza sloveno Peter Tancig contribuì una parte eguale a quella di Kornhauser. Il Fondo Pro Natura operò a Stoccarda per due decenni e mezzo, sostenendo più di cinquanta giovani ricercatori e ricercatrici sloveni nella loro promozione internazionale con un totale di oltre duecentomila euro, principalmente nei campi delle scienze naturali e della tecnologia.
Dal marzo 2017 il fondo opera sotto l’egida della Fondazione slovena per la scienza (Slovenska znanstvena fundacija).
Fu sostenitrice di Zoran Janković e dei suoi partiti alle elezioni sindacali e parlamentari.
Con il primo marito, il pediatra sloveno Pavle Kornhauser, ebbe una figlia, la pediatra Lilijana Kornhauser Cerar. Il secondo marito fu il chimico Malcolm Frazer, professore di educazione chimica all'University of East Anglia.

## Premi e riconoscimenti
- Premio Prešeren per studenti (Študentska Prešernova nagrada) – Slovenia
- Medaglia Laurent Lavoisier – Francia
- Robert Brasted Memorial Award (American Chemical Society) – Stati Uniti
- Medaglia David Mellor – Australia
- Premio Žagar – 1978 – Slovenia
- Ambasciatore della Scienza della Repubblica di Slovenia (Ambasador Republike Slovenije v znanosti) – 1991
- Premio Zois – 1997 (massimo premio sloveno alla scienza, per il suo lavoro interdisciplinare nei campi della chimica e dell'informatica)
- Premio Honda – 1999 (come prima e tuttora unica donna ricevette il prestigioso premio Honda in Giappone per il suo contributo allo sviluppo e all'applicazione di metodi per la sintesi multidisciplinare della conoscenza, in particolare nel campo dello sviluppo di tecnologie pulite e della protezione ambientale)
- membro dell'Accademia Mondiale delle Scienze e delle Arti (World Academy of Art and Science – WAAS) e dell'Accademia delle Scienze del Terzo Mondo
- Medaglia d'argento dell' Ordine della libertà della Repubblica di Slovenia – 2000 (per il suo contributo significativo alla promozione internazionale della Repubblica di Slovenia e per i meriti nel lavoro pedagogico, organizzativo e di ricerca scientifica nel campo della scienza chimica)
- professore emerito dell'Università di Lubiana – 2000
- cittadina onoraria di Lubiana – 2001
- cittadina onoraria del comune di Škofja Loka